# Quadrilogia dei Sacrificabili
La Quadrilogia dei Sacrificabili è un arco narrativo a fumetti realizzata nel 2011 da Leo Ortolani. Essa si ispira al film I mercenari - The Expendables di Sylvester Stallone, reinterpretato con riferimento alla serie umoristica Rat-Man, creata dallo stesso Ortolani.
È stata pubblicata per la prima volta nel 2011 dalla Panini Comics nei numeri 82, 83, 84 e 85 della rivista Rat-Man Collection, intitolati rispettivamente: I Sacrificabili, E qualcuno morirà, I Dimenticati e Battaglia a Gerusalemme.

## Trama
In una saga fuori cronologia, una versione di Rat-Man (già apparsa nelle due storie Ratto e Ratto II - La vendetta, dedicate alla saga cinematografica di Rambo, pubblicate sui numeri 70 e 71 di Rat-Man Collection), dal nome di Ratto, è mostrato risiedere in Norvegia. Qui passa il suo tempo, impegnato nel tentativo di evangelizzazione dei Lemming, provando così a salvarli dal suicidio per mezzo della parola di Gesù Cristo, rappresentata da un Crocefisso con cui parla abitualmente.
Ratto viene ricontattato dai "Sacrificabili", una squadra mercenaria di cui aveva fatto parte. I "Sacrificabili" sono soldati scelti, persone che la guerra ha trasformato in bestie, uomini che di fronte ad un bivio hanno scoperto che una strada era sbarrata e l'altra pure, mercenari con un sogno, criminali condannati a scendere là in fondo, là dove qualcosa del mondo si è rotto e qualcuno deve andare a ripararlo, non importa a che prezzo. Guidati dal Colonnello Angelo vogliono riprendere alla morte un loro commilitone. Solo i migliori, solo i sopravvissuti possono fare parte di questa missione: Bum Bum, il più spietato, Dillon, il sergente addestratore, Chat Morris, la leggenda vivente e poi c'è il Negro muscoloso che poi fa una brutta fine. Alla squadra manca un solo componente. Ha lasciato, non uccide più e vive assieme al Crocefisso: Ratto, il secondo uomo ad entrare nei "Sacrificabili". Ma la natura di un uomo non si cambia e ben presto la squadra sarà completa e pronta ad affrontare La Morte con l'aiuto dell'unico uomo che l'abbia mai sconfitta: Gesù.
Per resuscitare il compagno perduto i "Sacrificabili" viaggiano nel tempo fino a Gerusalemme decisi a scortare Gesù fino alla croce per imparare da lui come sconfiggere la morte (con il kung fu, giurerebbe Ratto). A dar loro filo da torcere sono i temibili "Dimenticati": il cattivissimo Steppan Dranjavic con al seguito un frustrato Godzilla, un Big Jim caduto in disgrazia e Bel Pupone. Nel corso di questa missione Ratto si ritrova quindi nella Palestina dell'anno 33 d.C., dove prende parte agli eventi relativi alla Passione di Cristo, assicurandosi che avvengano esattamente come è riportato nei Vangeli. Al termine della missione, Ratto si rivela un Rat-Man alternativo, nato ad un bivio della sua passata vita, quando più o meno volontariamente, scelse le armi da fuoco nella sua lotta contro il crimine, uccidendo uno sgherro. Da qui lascia la calzamaglia, per diventare un freddo guerrigliero mercenario. Ritrova a fine avventura, la salvezza dell'anima e la sua via, tornando ad essere il Rat-Man dell'origine, che avrebbe dovuto essere, il supereroe della Città Senza Nome.

## Genesi dell'opera e storia editoriale

Copertina di Tutto Rat-Man n. 43, dove sono state ristampate la seconda e la terza parte della saga

Ispirato dalla realizzazione nel 2010 dell'ensemble cast d'azione I mercenari - The Expendables di Sylvester Stallone, Leo Ortolani decide di realizzare una storia di Rat-Man senza limiti di cast.
Da una parte attinge ai miti dei film d'azione. Con precisione fotografica, più che caricaturale, ci mostra il Sylvester Stallone del film I mercenari - The Expendables, nei panni del Colonnello Angelo, Steven Seagal nei panni di Dillon, Chuck Norris, uscito direttamente dal sito "welovechucknorris", nei panni di Chat Morris, Dolph Lundgren nei panni di Bum Bum e il Clint Eastwood di Gunny, ma dotato dell'autobus corazzato di L'uomo nel mirino, nei panni del fondatore dei "Sacrificabili" chiamato "IL VECCHIO" (è lui che ha dato a Rat-Man il nome di RATTO, quando lo ha reclutato nella sua squadra). Sono tutti membri dei "Sacrificabili". Ovviamente anche i "cattivi" non sono da meno: abbiamo un implacabile Arnold Schwarzenegger, direttamente uscito da Commando, nei panni di Steppan Dranjavic, ex membro dei "Sacrificabili" e primo dei "Dimenticati", coloro che commisero atti talmente orribili da dover essere cancellati persino dai "Dimenticati"; al suo seguito abbiamo Jean-Claude Van Damme nei panni di Bel Pupone.
A fianco delle icone dei film d'azione e dell'ex membro dei "Sacrificabili" Ratto, una versione di Rat-Man in piena crisi mistica, Ortolani decide di mettere in scena Gesù, commentando:
La scelta di Ortolani di inserire nel cast Jean-Claude Van Damme e Chuck Norris anticipa di un anno, in maniera quasi profetica, I mercenari 2, secondo capitolo della saga cinematografica degli Expendables, nel cui cast sono effettivamente presenti i due attori, il primo fra i "cattivi" e il secondo alleato con i "buoni" e uscito direttamente dal sito "welovechucknorris" analogamente a quanto avviene nel fumetto.
Come ha sottolineato L.Cerutti di uBC Fumetti, questa quadrilogia si differenzia in maniera sostanziale da altre parodie cinematografiche realizzate da Leo Ortolani, come Star Rats, Il Signore dei Ratti, 299 + 1 e Avarat, dove l'autore ha mantenuto l'impianto narrativo originale, facendolo interpretare al suo personaggio che in quel caso però non era più "IL Rat-Man" ma "un Rat-Man". Qui l'interprete del personaggio di RATTO è proprio "IL Rat-Man" e l'impianto narrativo originale viene stravolto di conseguenza: "Rat-Man è bloccato, separato forzatamente dalla sua natura di personaggio, strappato alla sua città". Ma, che "sia a causa di un incidente, di una prigionia o di un viaggio organizzato (forse la situazione peggiore)", contrariamente ai personaggi delle "semplici" parodie, in questo caso Rat-Man è alla fine sicuramente ancora lui, il supereroe della Città Senza Nome.
L'opera viene pubblicata per la prima volta nel 2011 dalla Panini Comics nei numeri 82, 83, 84 e 85 della rivista Rat-Man Collection, intitolati rispettivamente: I Sacrificabili, E qualcuno morirà, I Dimenticati e Battaglia a Gerusalemme. Viene poi riproposta nei numeri 42, 43, 44 di Tutto Rat-Man fra dicembre 2012 e agosto 2013.

## Accoglienza

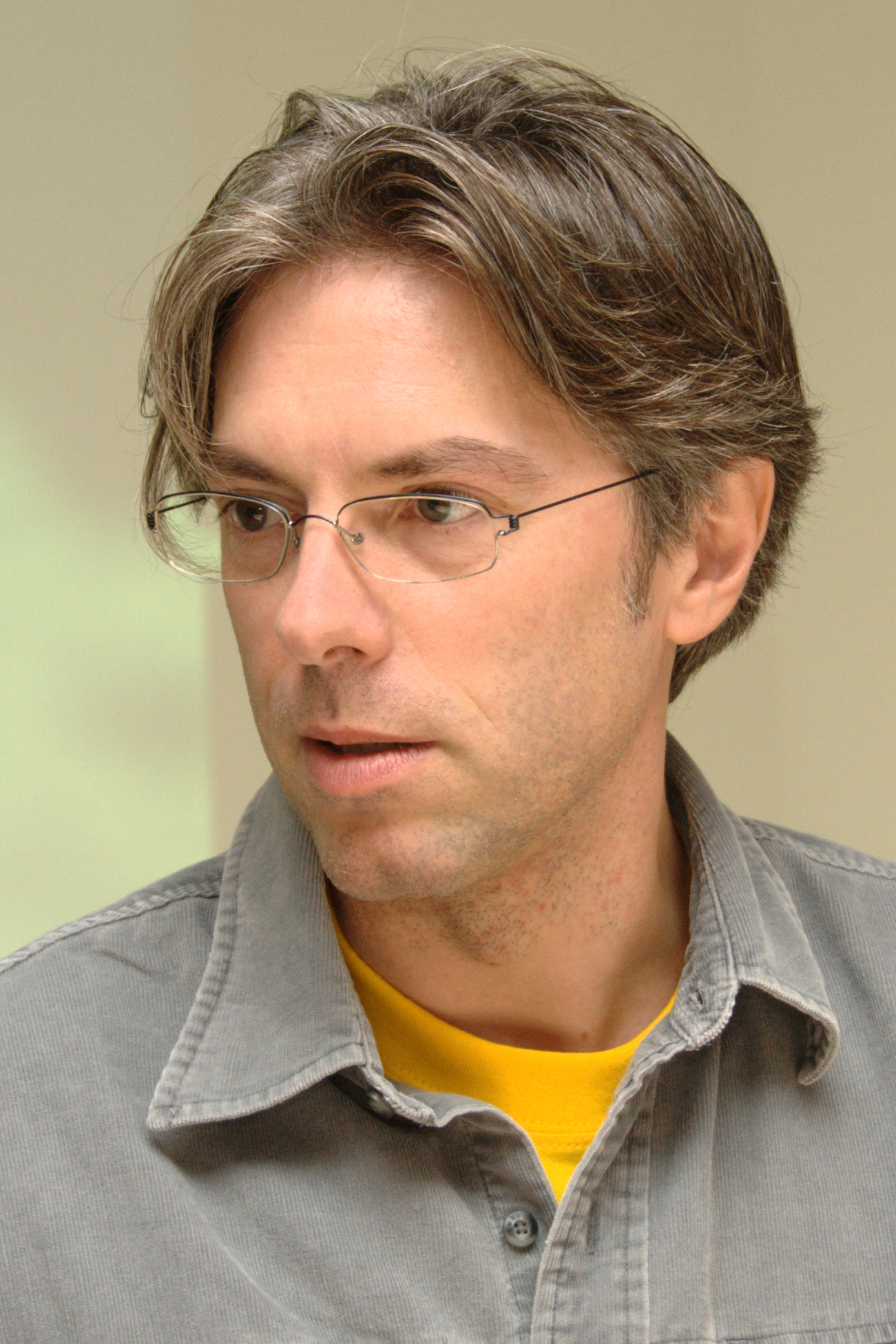
L'autore Leo Ortolani

La quadrilogia è stata apprezzata dal pubblico e dalla critica. L.Cerutti di uBC Fumetti afferma che l'opera ha "troppe sfaccettature per poter essere compresa in una sola analisi" e ne esalta sia la narrazione coinvolgente:
che l'insospettabile profondità dei contenuti:
La quadrilogia si è aggiudicata il premio "Fede a strisce 2011" a RiminiComix con la seguente motivazione: “La Fede Cristiana, a differenza di quello che diceva Nietchze, non è la religione della tristezza, o dei servi. È un guardare alle cose con lo stupore, la poesia, e a volte l’assoluta follia di un bambino. È il sano e sereno realismo, che è il terreno migliore per un umorismo che resta al di là delle effimere risate. La storia di Ortolani (di dimensioni tra l’altro notevoli) dimostra un’attenzione e un rispetto per la Fede, difficilmente riscontrabile nel fumetto da edicola, e per questo merita un grazie e il premio 2011.”